# Aérodrome de Pézenas - Nizas
L’aérodrome de Pézenas - Nizas (code OACI : LFNP) était un aérodrome civil, agréé à usage restreint, situé sur la commune de Nizas à 3,9 km au nord-nord-ouest de Pézenas dans l’Hérault (région Languedoc-Roussillon, France). L’aérodrome a fermé le 1er novembre 2013.
Il était utilisé pour la pratique d’activités de loisirs et de tourisme (aviation légère et hélicoptère).

## Histoire
Le plateau basaltique de Caux-Nizas sur lequel était installé l'aérodrome a été classé en zone naturelle d'intérêt écologique, faunistique et floristique en 2010.
L'aérodrome ferme définitivement le 31 octobre 2013.
L'arrêté du 17 avril 2014 portant fermeture de l'aérodrome de Pézenas-Nizas est signé et assigné à la direction générale de l'aviation civile, abrogeant ainsi le statut "aérodrome" du terrain.

## Installations
L’aérodrome disposait d’une piste en herbe orientée est-ouest (11/29), longue de 705 mètres et large de 60.
L’aérodrome n’était pas contrôlé. Les communications s’effectuent en auto-information sur la fréquence de 123,500 MHz.
S’y ajoutent :
- une aire de stationnement ;
- des hangars[4].

## Activités
- Aéroclub de Pézenas - Nizas (avion, planeur, hélicoptère)

De fait de sa grande flotte, l'aéroclub offre une large palette de formation en tant que pilote d'avion, d'hélicoptère ou de planeur.
La flotte se compose de cinq aéronefs-école, dont:
En avion,
- Cessna F152
- Piper PA28-181 Archer II
- Diamond DA20-C1 Eclipse
- Morane MS 893 E

En Hélicoptère,
- R22

L'aéroclub a déménagé ses équipements vers l'aéroport de Béziers.